# Sunshine at Midnight
Sunshine at Midnight è il secondo album in studio della cantante statunitense Sunshine Anderson, pubblicato nel 2007.

## Tracce
1. Something I Wanna Give You
2. Trust
3. My Whole Life
4. Switch It Up
5. Good Love
6. Being with You
7. Problems
8. Wear the Crown
9. Force of Nature
10. Unbelievable
11. With You Baby
12. Sunshine at Midnight